# Weiten
Weiten là một thị xã thuộc huyện Melk trong bang Niederösterreich.